# Carex illegitima
Espèce
Classification phylogénétique
Carex illegitima est une espèce de plantes du genre Carex et de la famille des Cyperaceae.